# Инфраструктурная организация финансового рынка
Инфраструктурная организация финансового рынка (англ. financial market infrastructure), инфраструктура финансового рынка, институт или объект инфраструктуры финансового рынка – вспомогательная организация (вспомогательный финансовый институт, financial auxiliaries) финансового сектора, чья деятельность связана с предоставлением услуг, необходимых для проведения операций с финансовыми активами/обязательствами или с обеспечением упомянутых операций. Выполнение вспомогательной функции не предполагает, что инфраструктурная организация самостоятельно проводит операции с финансовыми инструментами, то есть она не действует как финансовый посредник.

## Виды инфраструктурных организаций финансового рынка
К инфраструктурным организациям финансового рынка относятся организации, обеспечивающие:
- торговлю финансовыми инструментами (биржи и внебиржевые электронные торговые площадки),
- клиринг,
- защиту от кредитного риска контрагента,
- расчеты или учет платежей,
- учет ценных бумаг,
- учет внебиржевых договоров с финансовыми инструментами, производных финансовых инструментов, включая контракты на товары.

В российской нормативно-правовой среде к инфраструктурным организация финансового рынка отнесены центральный депозитарий, биржа, клиринговая организация, центральный контрагент, расчетный депозитарий, репозитарий.
Таблица. Инфраструктурные организации финансового рынка в России на 2017 год.
| Инфраструктурная организация | 2016 год | 2017 год |
| ---------------------------- | -------- | -------- |
| Клиринговые организации      | 5        | 5        |
| Биржи                        | 9        | 8        |
| Операторы товарных поставок  | 2        | 3        |
| Репозитарии                  | —        | 1        |
| Центральный депозитарий      | 1        | 1        |

Инфраструктурные организации финансового рынка могут различаться по организации, функциям и структуре, а также иметь различные организационно-правовые формы. Инфраструктурные организации могут быть коммерческими или некоммерческими. В зависимости от институциональных основ они могут по-разному лицензироваться, регулироваться и надзираться в рамках как одной, так и различных юрисдикций.

## Происхождение термина
Понятие «инфраструктурная организация финансового рынка» впервые использовано в международном докладе «Принципы для инфраструктур финансового рынка» (CPSS-IOSCO Principles for financial market infrastructure) Комитета по платежным и расчетным системам Банка международных расчетов и Международной организации комиссий по ценным бумагам, вышедшем в апреле 2012 года. 
Доклад описывает международные стандарты деятельности для следующих организаций:
- системно значимых платежных систем (systemically important payment system),
- центральных депозитариев ценных бумаг (central securities depository),
- систем расчета по ценным бумагам (securities settlement system),
- центральных контрагентов (central counterparty),
- торговых репозитариев (trade repository).

«Принципы для инфраструктур финансового рынка» также описывают сферу ответственности государственных органов в области регулирования, надзора и наблюдения.

## Экономическая роль инфраструктурных организаций финансового рынка
Инфраструктурные организации финансового рынка, обеспечивающие торговлю, клиринг, расчеты и учет финансовых активов/обязательств, способствуют развитию рынков, которые они обслуживают. Через них участники рынка проводят операции с валютой, ценными бумагами, производными финансовыми инструментами, а также товарами. Кроме того, инфраструктурные организации важны для осуществления денежно-кредитной политики центрального банка.  Надежные инфраструктурные организации способствуют сохранению и укреплению финансовой стабильности, эффективному распределению финансовых ресурсов, экономическому росту и обеспечению глобальной конкурентоспособности национальных финансовых рынков. В отсутствие надежного и эффективного управления рисками, корпоративного управления и баланса интересов они могут порождать системные риски для финансового сектора, особенно в периоды рыночного стресса. Орган финансового регулирования обязан обеспечить эффективность, надежность и бесперебойность функционирования системно значимых инфраструктурных организаций финансового рынка.

## Системно значимые инфраструктурные организации финансового рынка
В российской нормативно-правовой среде к системно значимым инфраструктурным организациям могут быть причислены центральный контрагент, центральный депозитарий и расчетный депозитарий, торговый репозитарий. Признание организации системно значимой осуществляется на основе информации, подтверждающей ее соответствие ряду критериев. Соответствие определяется Банком России и публикуется на ежеквартальной основе в открытом доступе.
Инфраструктурная организация может быть признана системно значимой в случае соответствия хотя бы одному из следующих трех критериев
1. критерий уникальности: единолично осуществление определенных законодательством Российской Федерации функции (центральный депозитарий);
2. критерий значимости для денежно-кредитной политики: обеспечение операции Банка России (центральный депозитарий и центральный контрагент);
3. критерий значимости на финансовом рынке: удовлетворяет количественным абсолютному и относительному критериям значимости на финансовом рынке (количество сделок, совокупная рыночная или номинальная стоимость активов, учитываемых депозитарием, количество договоров, учитываемых репозитарием).

К системно значимым инфраструктурным организациям предъявляются более высокие требования к надежности и операционной непрерывности деятельности.

## Системно значимые инфраструктурные организации финансового рынка в России
Таблица. Системно значимые инфраструктурные организации финансового рынка в России по состоянию на 2017 год.
| Вид инфраструктурной организации | Наименование  | Критерий уникальности | Критерий значимости для денежно-кредитной политики | Критерий значимости на финансовом рынке |
| -------------------------------- | ------------- | --------------------- | -------------------------------------------------- | --------------------------------------- |
| Центральный депозитарий          | НКО АО НРД    | x                     | x                                                  |                                         |
| Расчетный депозитарий            | НКО АО НРД    |                       | x                                                  | x                                       |
| Торговый репозитарий             | НКО АО НРД    |                       |                                                    | x                                       |
| Центральный контрагент           | Банк НКЦ (АО) |                       | x                                                  | x                                       |